# 中国共产党卢氏县委员会
中国共产党卢氏县委员会，是中国共产党在卢氏县的领导机关。

## 历任县委书记

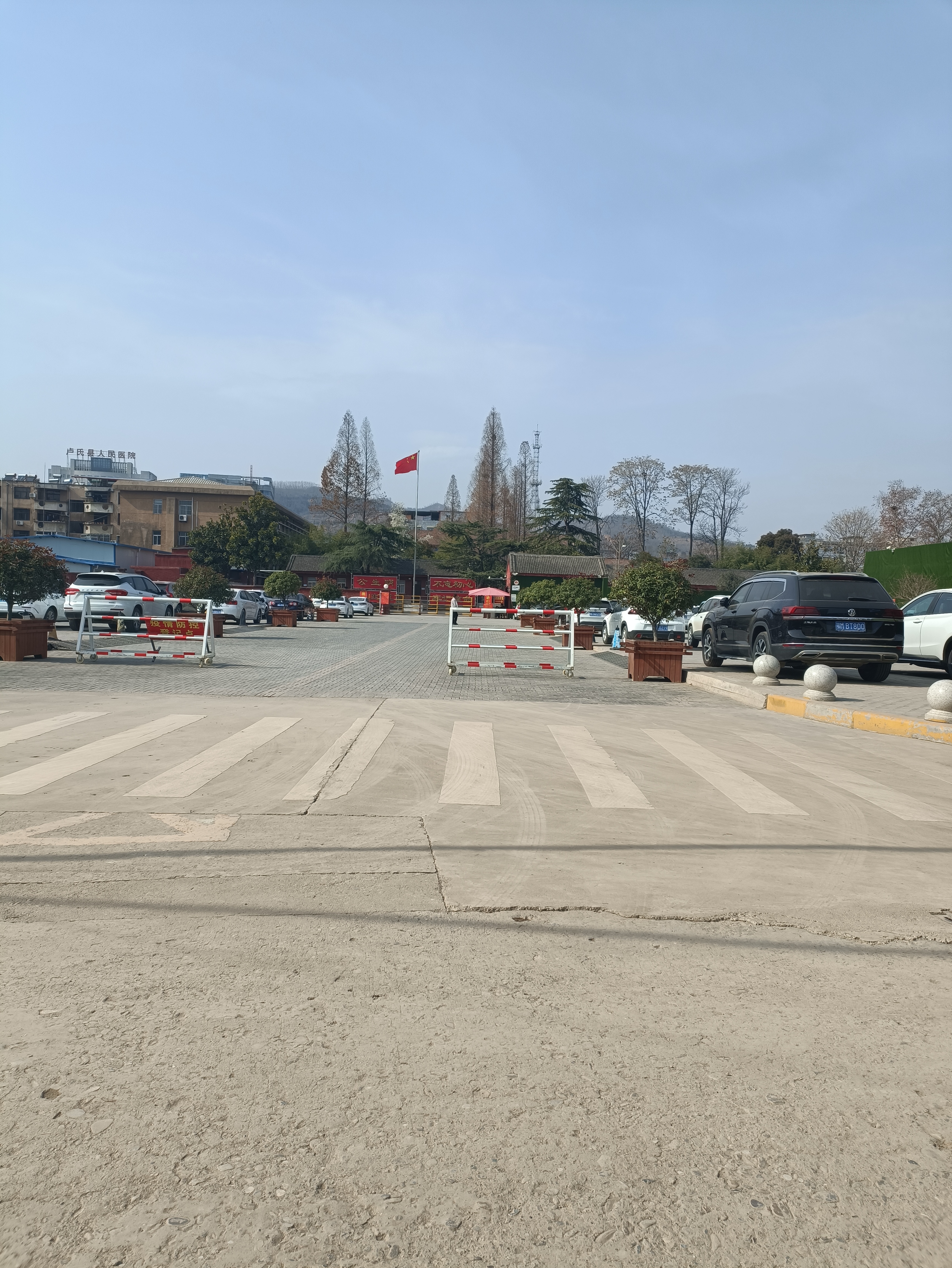
卢氏县县委

- 赵致平：1939-1941
- 卢持久：1946-1947
- 宋川：1947.08-1947.11
- 张崇德：1947.11-1951.03
- 史原：1951.03-1954
- 姜子清：1955-1955
- 王富国：1956.05-1960.02
- 杨清芬：1960.02-1960
- 胡晓光：1961.05-1968.04
- 雷春云：1971.07-1972
- 肖志忠：1972-1978.04
- 乔良宏：1978.04-1979.08
- 郝玉江：1978.12-1980.05
- 夏凤鸣：1980.05-1980.12
- 杨树杰：1980.12-1984.06
- 范中胜：1992.06-1996.01
- 杜保乾：1996.01-2001.06
- 王振伟：2001.09-2008.06
- 王振清：2008.07-2012.05
- 王战方：2012.07-2016.02
- 王清华：2016.03-

## 历任第一副书记（县长）
- 孙承武：1949-1952.08
- 张小邦：1987.05-1988.06
- 李建顺：1988.06-1990.01
- 付志方：1990.02-1991.07
- 范中胜：1991.09-1992.07
- 牛宏洲：1992.07-1994.06
- 沙庆家：1994.06-1996.01
- 介援朝：1996.01-2000.01
- 郑建英：2000.02-2006.05
- 王振清：2006.05-2008.07
- 王战方：2008.09-2012.07
- 张晓燕：2012.08-2021.07
- 刘万增：2021.07-

## 第十三届
中国共产党卢氏县第十三届委员会是卢氏县在2021年8月11日召开的县第十三届委员会第一次全体会议上以无记名投票选举产生的党委领导层，以王清华为首。
- 第十三届委员会书记（县委书记）：王清华
- 第十三届委员会副书记（县委副书记）：刘万增、韩际东
- 第十三届常务委员会委员：王清华、刘万增、韩际东、陈钧、席伟林、王磊、史锁茹、孙丽松、李勇、王海燕、王昱[1]